# Mad TV
Mad TV (estilizado como MADtv) es un programa de televisión de humor de sketches estadounidense, ganador del Emmy al mejor programa de humor, basada en la revista de humor MAD. Se televisó por primera vez el 14 de octubre de 1995. El show de una hora era transmitido los sábados a las 11 p. m. (hora de la Costa Oeste de EE. UU.) por FOX y de lunes a viernes a las 8.00 a. m.  por el canal de cable argentino I.Sat. Mad TV fue creada por Fax Bahr y Adam Small, quienes escribieron para In Living Color y también son responsables por los shows Gary & Mike y Blue Collar TV. La serie fue originalmente producida por Bahr/Small Productions y Quincy Jones/David Salzman Entertainment (QDE) en asociación con 20th Century Fox Televisión. Después de que Bahr y Small se alejaran al final de la tercera temporada de la serie (aparecieron acreditados más tarde como «consultores ejecutivos»), ésta ha estado a cargo de QDE y distribuida por Warner Bros. Televisión.
A principios del 2009, Fox Broadcasting Company anunció la cancelación de Mad TV cuando finalizase la temporada 14.
Posteriormente en 2010 se hizo un relanzamiento temprano de la serie ahora llamada MAD esta vez en formato de dibujos animados y diversos tipos de animación con duración de media hora dirigido a un segmento infantil-adolescente(aunque con algunos guiños al público adulto) de la mano de Warner Bros. Animation para su emisión en exclusiva por Cartoon Network y sus canales hermanos.
Esta mencionada tuvo su última emisión en 2013, al igual que la primera serie, esta también es ampliamente recordada por las referencias a la cultura pop y sus sketches animados diversos de parodia y sátira.

## Formato
Anteriormente, MADtv tenía monólogos de entrada y de cierre de los actores. Episodios de las temporadas más recientes tenían monólogos de los actores pero como personajes.
MADtv es considerado el sucesor de In Living Color, la anterior comedia de sketches del canal FOX. Fax Bahr y Adam Small fueron escritores de In Living Color. Además algunos sketches de MADtv están basados en otros de In Living Color.
Las comparaciones con el show Saturday Night Live son inevitables, dados los similares formatos y horarios en la noche del sábado (MADtv se transmitía desde las 11:00 p. m. hasta las 12:00 a. m., mientras que Saturday Night Live se transmite desde las 11:30 p. m. hasta la 1.00 a. m.). Con 14 temporadas, MADtv fue el más duradero competidor de Saturday Night Live.

## Elenco de MADtv
- Crista Flanagan (2005-2009)
- Keegan-Michael Key (2004-2009)
- Bobby Lee (2001-2009)
- Michael McDonald (1998-2008)
- Arden Myrin (2005-2009)
- Nicole Parker (2003-2009)
- Jordan Peele (2003-2007)
- Johnny A. Sánchez (2007-2009)

### Actores destacados
Aunque MADtv tuvo un cambio de elenco constante, algunos actores estuvieron en el programa por muchos años. Pocos rompieron la barrera de los siete años. Entre los más destacados están:
| Miembro del Elenco | Primera aparición        | Última aparición   | Temporadas en total |
| Michael McDonald   | 12 de septiembre de 1998 | 16 de mayo de 2009 | 10                  |
| Aries Spears       | 20 de septiembre de 1997 | 21 de mayo de 2005 | 8                   |
| Debra Wilson       | 14 de octubre de 1995    | 17 de mayo de 2003 | 8                   |
| Bobby Lee          | 6 de octubre de 2001     | 2009               | 7                   |

## Elencos anteriores

### El elenco original de MADtv (1995)
| Miembro del elenco | Primera Aparición     | Última aparición        | Temporadas         |
| Craig Anton        | 14 de octubre de 1995 | 16 de mayo de 1998      | 1 – 3 (3 en total) |
| Bryan Callen       | 14 de octubre de 1995 | 17 de mayo de 1997      | 1 – 2 (2 en total) |
| David Herman       | 14 de octubre de 1995 | 13 de diciembre de 1997 | 1 – 3 (3 en total) |
| Orlando Jones      | 14 de octubre de 1995 | 17 de mayo de 1997      | 1 – 2 (2 en total) |
| Phil LaMarr        | 14 de octubre de 1995 | 20 de mayo de 2000      | 1 – 5 (5 en total) |
| Artie Lange        | 14 de octubre de 1995 | 4 de enero de 1997      | 1 – 2 (2 en total) |
| Mary Scheer        | 14 de octubre de 1995 | 16 de mayo de 1998      | 1 – 3 (3 en total) |
| Nicole Sullivan    | 14 de octubre de 1995 | 19 de mayo de 2001      | 1 – 6 (6 en total) |
| Debra Wilson       | 14 de octubre de 1995 | 17 de mayo de 2003      | 1 – 8 (8 en total) |

### Elenco 1996-1999
| Miembro del Elenco | Primera Aparición        | Última aparición   | Temporadas        |
| Pablo Francisco    | 21 de septiembre de 1996 | 17 de mayo de 1997 | 2 (1 en total)    |
| Tim Conlon         | 21 de septiembre de 1996 | 16 de mayo de 1998 | 2-3 (2 en total)  |
| Will Sasso         | 20 de septiembre de 1997 | 18 de mayo de 2002 | 3-7 (5 en total)  |
| Aries Spears       | 20 de septiembre de 1997 | 21 de mayo de 2005 | 3-10 (8 en total) |
| Alex Borstein      | 20 de septiembre de 1997 | 18 de mayo de 2002 | 3-7 (5 en total)  |
| Chris Hogan        | 20 de septiembre de 1997 | 16 de mayo de 1998 | 3 (1 en total)    |
| Pat Kilbane        | 20 de septiembre de 1997 | 20 de mayo de 2000 | 3-5 (3 en total)  |
| Lisa Kushell       | 20 de septiembre de 1997 | 16 de mayo de 1998 | 3 (1 en total)    |
| Andrew Bowen       | 12 de septiembre de 1998 | 22 de mayo de 1999 | 4 (1 en total)    |
| Mo Collins         | 12 de septiembre de 1998 | 22 de mayo de 2004 | 4-9 (6 en total)  |
| Michael McDonald   | 12 de septiembre de 1998 | 16 de mayo de 2009 | 4- (10)           |
| Nelson Ascencio    | 27 de noviembre de 1999  | 19 de mayo de 2001 | 5-6 (2 en total)  |

### Elenco 2000-2004
| Miembro del elenco   | Primera Aparición        | Última Aparición       | Temporadas        |
| Brooke Totman        | 15 de enero de 2000      | 15 de abril de 2000    | 5 (1 en total)    |
| Christian Duguay     | 7 de octubre de 2000     | 19 de mayo de 2001     | 6 (1 en total)    |
| Jeff Richards        | 7 de octubre de 2000     | 4 de noviembre de 2000 | 6 (1 en total)    |
| Dannah Feinglass     | 14 de octubre de 2000    | 27 de enero de 2001    | 6 (1 en total)    |
| Andrew Daly          | 4 de noviembre de 2000   | 18 de mayo de 2002     | 6-7 (2 en total)  |
| Stephnie Weir        | 18 de noviembre de 2000  | 7 de enero de 2006     | 6-11 (6 en total) |
| Frank Caliendo       | 22 de septiembre de 2001 | 20 de mayo de 2006     | 7-11 (5 en total) |
| Kathryn Fiore        | 29 de septiembre de 2001 | 11 de mayo de 2002     | 7 (1 en total)    |
| Bobby Lee            | 6 de octubre de 2001     | 16 de mayo de 2009     | 7                 |
| Taran Killam         | 10 de noviembre de 2001  | 11 de mayo de 2002     | 7 (1 en total)    |
| Jill Michelle Meleán | 27 de abril de 2002      | 5 de abril de 2003     | 7-8 (2 en total)  |
| Ike Barinholtz       | 14 de septiembre de 2002 | 19 de mayo de 2007     | 8-12 (5 en total) |
| Josh Meyers          | 14 de septiembre de 2002 | 22 de mayo de 2004     | 8-9 (2 en total)  |
| Ron Pederson         | 2 de noviembre de 2002   | 21 de mayo de 2005     | 8-10 (3 en total) |
| Simon Helberg        | 16 de noviembre de 2002  | 22 de febrero de 2003  | 8 (1 en total)    |
| Paul Vogt            | 21 de diciembre de 2002  | 21 de mayo de 2005     | 8-10 (3 en total) |
| Christina Moore      | 18 de enero de 2003      | 10 de mayo de 2003     | 8 (1 en total)    |
| Daniele Gaither      | 13 de septiembre de 2003 | 20 de mayo de 2006     | 9-11 (3 en total) |
| Gillian Vigman       | 13 de septiembre de 2003 | 15 de mayo de 2004     | 9 (1 en total)    |
| Nicole Parker        | 11 de noviembre de 2003  | 16 de mayo de 2009     | 10                |
| Jordan Peele         | 15 de noviembre de 2003  | 16 de mayo de 2009     | 10                |
| Melissa Paull        | 20 de diciembre de 2003  | 7 de febrero de 2004   | 9 (1 en total)    |
| Keegan-Michael Key   | 7 de febrero de 2004     | 16 de mayo de 2009     | 10                |

## Elenco 2005-2009
| Miembro del elenco     | Primera Aparición        | Última Aparición   | Temporadas         |
| Crista Flanagan        | 5 de febrero de 2005     | 16 de mayo de 2009 | 10                 |
| Spencer Kayden         | 26 de febrero de 2005    | 21 de mayo de 2005 | 10 (1 en total)    |
| Arden Myrin            | 17 de septiembre de 2005 | Presente           | 11-14 (4 en total) |
| Frank Caeti            | 17 de septiembre de 2005 | 19 de mayo de 2007 | 11-12 (2 en total) |
| Nicole Randall Johnson | 17 de septiembre de 2005 | 19 de mayo de 2007 | 11-12 (2 en total) |
| Lisa Donovan           | 17 de febrero de 2007    | 5 de mayo de 2007  | 12 (1 en total)    |
| Johnny Sánchez         | 3 de noviembre de 2007   | 16 de mayo de 2009 | 13                 |
| Anjelah Johnson        | 10 de noviembre de 2007  | 16 de mayo de 2009 | 13                 |
| Dan Oster              | 24 de noviembre de 2007  | 16 de mayo de 2009 | 13                 |
| Daheli Hall            | 21 de febrero de 2008    | 16 de mayo de 2009 | 13                 |

## Grabaciones de episodios
Cada semana, el elenco y el equipo trabajaban en los episodios. Así era el proceso:
Domingo
- Se envían por correo los guiones a los miembros del elenco.
- Los miembros del elenco practican sus líneas en sus casas.

Lunes
- Primer ensayo.
- Se leen en conjunto los guiones y se actúan.
- Si es necesario, se hacen cambios.

Martes
- Se editan los sketches cambiados.
- Miembros del elenco y del equipo discuten otras maneras para mejorar el episodio.

Miércoles
- Primer ensayo en el estudio.
- Se esbozan los sets.
- Las transiciones y los detalles técnicos se practican.

Jueves
- Los sketches pregrabados son editados.
- Ensayo de último minuto para el editado del viernes.
- Se hacen preparaciones para el editado del viernes.

Viernes
- Ensayo con vestuario para el editado de la noche.
- El episodio es editado.
- La audiencia llega y ve el episodio editado.

Sábado
- Día libre del elenco.

## Curiosidades
- A diferencia de otros programas de FOX, MADtv se grababa en la Ciudad de Nueva York.
- Es el único programa de FOX que es subtitulado en Argentina, los subtítulos son hechos por el canal donde se emite, I-Sat.

## Emisión internacional
- Latinoamérica: FOX (1996 - 2010) (doblado al español), I.Sat (2007-2010)
- Brasil: Rede Record (1996 - 2002), Rede Bandeirantes (2002 - 2006) y SBT (2006 - 2009).
- Chile: Chilevisión (1995 - 1998), UCV Televisión (1998 - 2003), La Red (2003 - 2005) y Canal 13 (2005 - 2009).
- Colombia: Canal A Programadora de RCN Televisión (1995 - 1998) y Televicentro (1998 - 2009).
- Paraguay: Canal 5 TV Color (1995 - 2002).
- Venezuela: Venevisión (1997 - 2005), (Televen, 2005 - 2009) y (RETV, 2010 - 2011).
- España: Antena 3 (1995 - 2000), (Telecinco 2000 - 2006) y (La Sexta, 2006 - 2009).

## Actores que escriben o dirigen
Los miembros del elenco a menudo escribían sus propios sketches. Si un miembro de elenco escribía su propio sketch, se lo entrega a los productores, quienes decidían si el sketch se transmitiría.
En ocasiones, miembros del elenco han tomado trabajos detrás de escena. Michael McDonald dejó de aparecer en el show por casi medio año en la temporada 9 (2003-2004) para concentrarse en dirigir sketches.
- Datos: Q1064766
- Multimedia: Mad TV / Q1064766